# Abelnkarre
Die Abelnkarre ist eine kleine Straße im Weichbild Hagen in Braunschweig. Sie verbindet die Wilhelmstraße mit der Schöppenstedter Straße.

## Geschichte

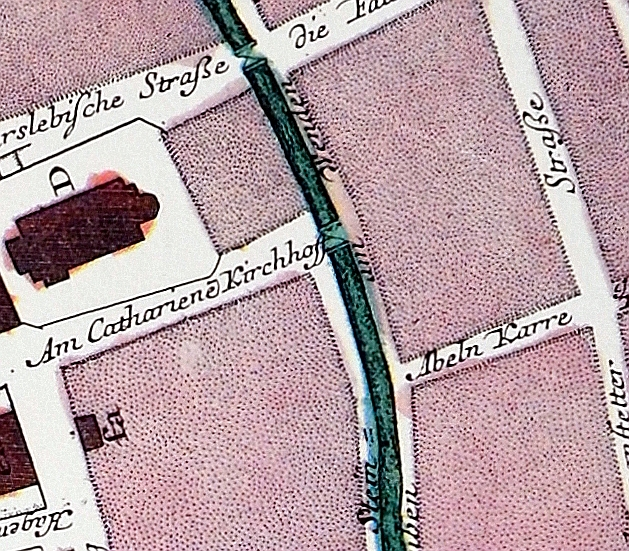
„Abeln Karre“ [sic!], Ausschnitt aus Albrecht Heinrich Carl Conradis Stadtplan ca. 1755.

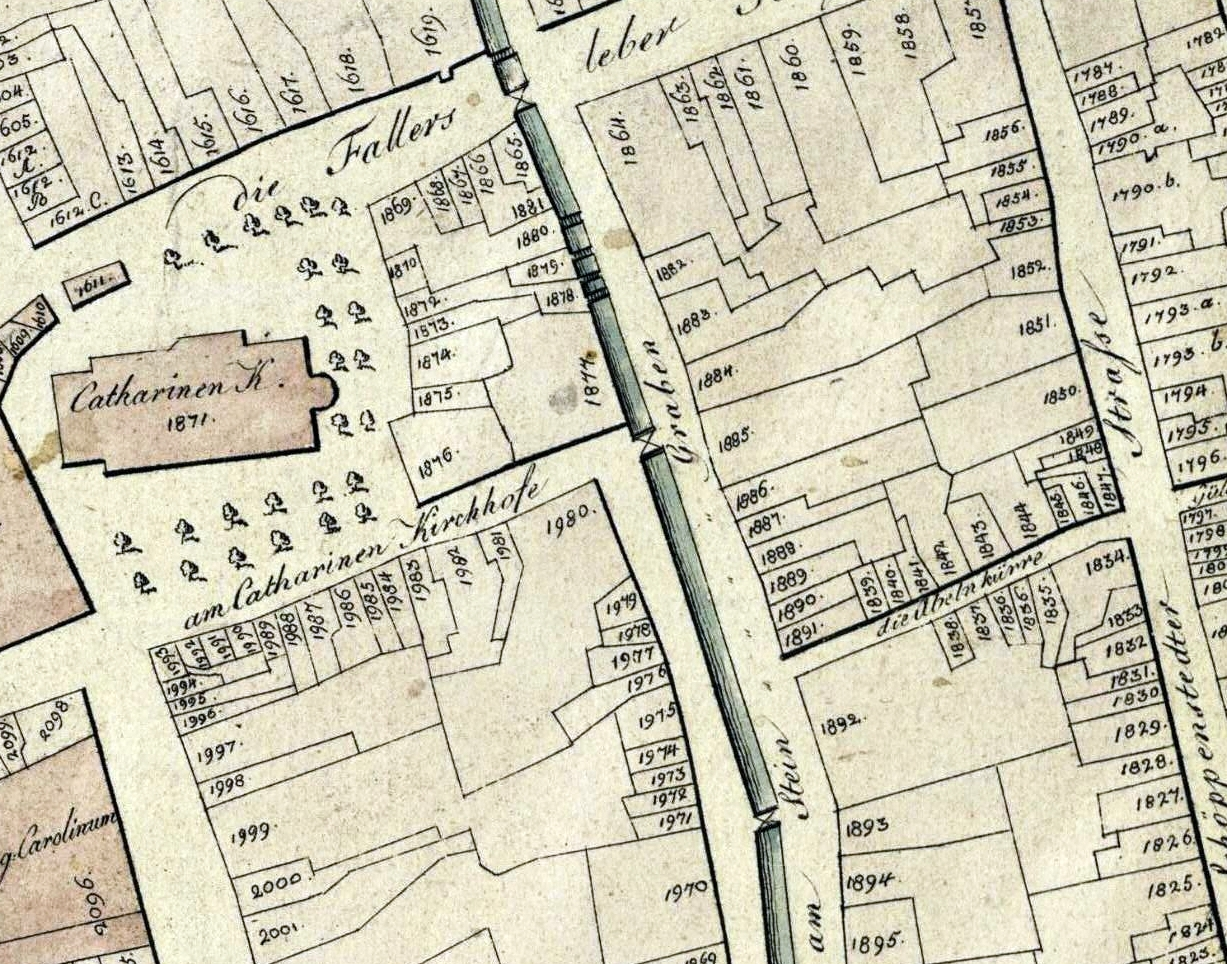
„die Abelnkürre“ [sic!], Ausschnitt aus Friedrich Wilhelm Culemanns Stadtplan von 1798.

### Etymologie des Namens
Zusammen mit Hutfiltern, Kattreppeln, Nickelnkulk und einigen anderen gehört die Abelnkarre zu jenen Braunschweiger Straßennamen, deren Etymologie ungeklärt ist oder zumindest jahrhundertelang Spielraum für spekulative Deutungen ließ.
Im Braunschweig des 14. und 15. Jahrhunderts wurde Mittelniederdeutsch gesprochen. Die Straße hatte seit dem 14. Jahrhundert bis 1671 wechselnde Benennungen, wobei die mittelniederdeutschen Worte „de kerne“ bzw. „karne“ oder „karve“ und „de twete“ oder Zusammensetzungen damit überwogen. „Kerne“, „karne“, „kerve“ und „karve“ sind ein Synonym zu „twete“, also eine kurze, enge Passage zwischen benachbarten Häuserzeilen. Straßennamen mit „Twete“ sind in Braunschweig häufig anzutreffen (→ Liste der Tweten in Braunschweig), so Bolchentwete, Kaffeetwete, Kupfertwete, Opfertwete und noch ein Dutzend weiterer. 1389 wurde die Straße als „Valberges kerne“ bezeichnet. Diesen Namen gab das Eckhaus am südlichen Ende, das bereits 1349 nach seinem Besitzer benannt war: „Bossen Valberges hus, dat steyt by dem graven up dem horne, wanne men in de kerne geit“. In der Zeit danach wurde die kleine Straße dann wieder nur als „de kerne“ oder „de twete“ bezeichnet, so auch bereits 1344 und 1349 im ersten Degedingebuch des Hagens. Die Bedeutung des mittelniederdeutschen Wortes „kerne“ bzw. die linguistisch regelkonforme Variante „karne“ war „Kerbe“. 1357 wird die Verbindung im selben Buch „twete“ genannt. Um 1502 taucht zum ersten Mal die Bezeichnung „Abelenkarne“ auf, die dem heutigen Straßennamen ähnelt, 1671 ist dann „In der Abelen Karben“ bezeugt und schließlich 1758 die bis heute verwendete Form „Abelnkarre“.

### Ursache für die Namensänderung
Ursprungsname und Umbenennungsgrund waren lange ungeklärt und sorgten für zahlreiche Spekulationen. So wurde der Vorschlag, es habe einen Bewohner namens „Abel“ oder einen Karrenmacher in der Straße gegeben, widerlegt, da niemals jemand ähnlichen Namens dort gewohnt hat. Bereits 1841 deutete Emil Ferdinand Vogel in seinem Buch Alterthümer der Stadt und des Landes Braunschweig auf Folgendes hin: „Diese Straße heißt nicht Abeln Karre, sondern Abeln Kerbe – oder Einschnitt – eine Straße ohne Ausgang.“.
Der Germanist Herbert Blume legte 1994 dar, dass es sich bei „kerne“ oder „karne“ um eine beschönigende und verhüllende Metapher handle, in vorliegendem Fall für einen „Einschnitt zwischen zwei erhabenen Formationen“. Deshalb habe die Straße ursprünglich „arskerne“ (= „Arschkerbe“, als vulgäre Bezeichnung für Gesäßfalte (Sulcus glutaeus)), geheißen. „Kerne“ oder „karne“ war demzufolge die verkürzte Version für diese durch Fachwerkhäuser eng begrenzte Gasse. Blume führte mehrere Namensbelege aus der Umgebung an. So lässt sich 1569/70 im 40 km östlich von Braunschweig gelegenen Helmstedt die Bezeichnung einer Straße als „Arschkerbe“ nachweisen (die 1523 unter dem Namen „Abelnkarre“ belegt ist). Seit dem frühen 19. Jahrhundert trägt die Straße ihre noch heute gültige Bezeichnung „Stolzengasse“. Der Straßenname „Abelnkarre“ ist auch in Schöppenstedt, einer Kleinstadt etwa 30 km südöstlich von Braunschweig, sowie in Schöningen, weitere 10 km östlich von Schöppenstedt, zu finden. Dieselbe Bedeutung trägt noch heute in Burg auf Fehmarn die Straße „Erskar“. Adolf Josef Storfer zählte in seinem 1935 erstmals erschienenen Werk Wörter und ihre Schicksale weitere derartig derbe Straßen- und Flurnamen in zahlreichen deutschen Städten auf, so z. B. in Breslau, Danzig, Elbing, Frankfurt am Main, Königsberg, Lübeck, Lüneburg, Marienwerder, Münster, Rostock oder Wismar. Oft handelte es sich dabei um Sackgassen. Im Laufe der Zeit wurden diese von den Einwohnern als obszön empfundenen Namen jedoch verändert – einige davon bis zu ihrer heutigen Unkenntlichkeit.
Ursächlich für die Umbenennung ist laut Blume der „Prozess der Zivilisation“ (Norbert Elias), den die Stadtbevölkerung seit dem Spätmittelalter durchmachte und in dessen Verlauf es u. a. zu einer „fortschreitenden Privatisierung und Tabuisierung des Körperlichen“ kam. So wurde versucht, peinliche, derbe oder obszöne Wörter, die dem Schamgefühl der Zeit zuwiderliefen, durch harmlose bis unsinnige wie z. B. Allerwertester oder Scheibenkleister zu ersetzen. Dieser Wandel könnte nach Blume im 16. Jahrhundert stattgefunden oder begonnen haben. Dass es im nahen Helmstedt, Schöppenstedt und Schöningen wie zuvor bereits in Braunschweig zur „gewollt unsinnigen Verdrehung“ und damit „Entstellung“ vom als „unaussprechlich empfundenen“ Straßennamen arskerne zum „falschen aber salonfähigen“ Abelnkarre kam, führt Blume auf den „Vorbildcharakter“ der Großstadt gegenüber den Kleinstädtern und Dorfbewohnern zurück.

### Bauwerke

Das „Kalmsche Haus“ um 1900 von der Wilhelmstraße aus gesehen.

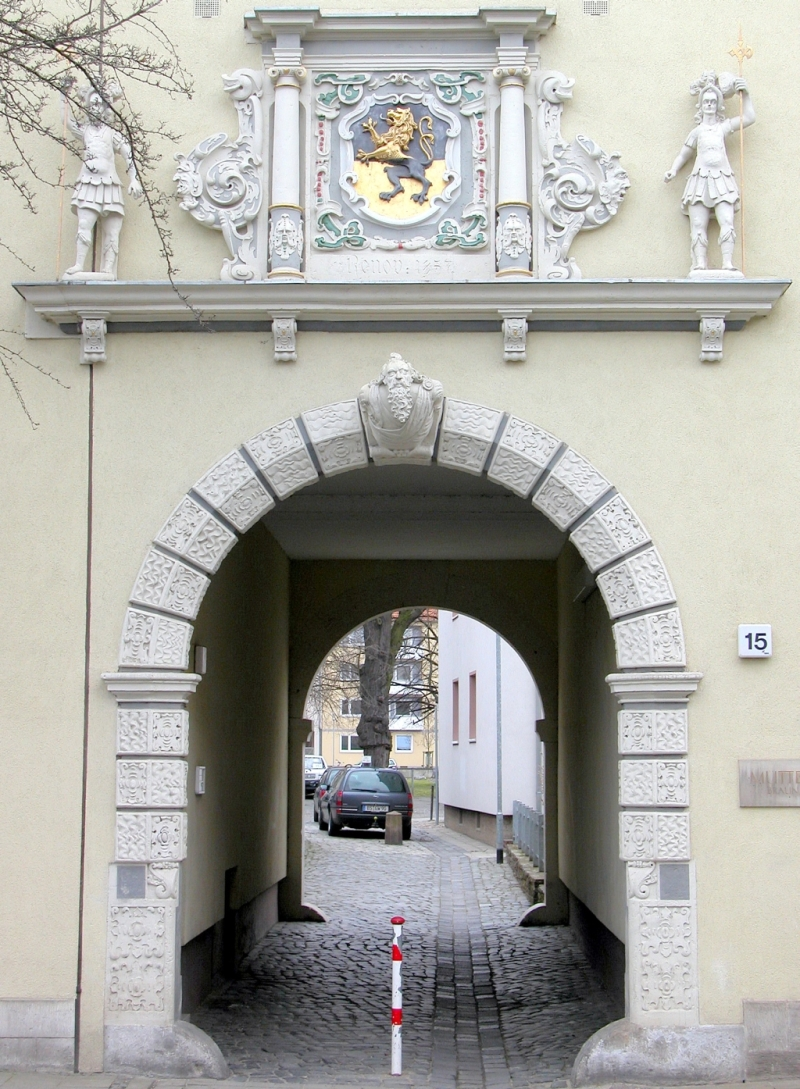
Das Portal des Kalmschen Haus an seinem neuen Standort.

An der Westecke der Abelnkarre zur Wilhelmstraße hin befand sich die Südgiebelseite des 1619 errichteten und 1857 renovierten Kalmschen Hauses (Wilhelmstraße 95, Assekuranznummer 1892), so benannt nach seinem Eigentümer, dem Bürgermeister Werner Kalm. Das stattliche, 25 Spann lange Haus hatte zwei Geschosse und war in den beiden unteren Etagen aus Stein, darüber aus Fachwerk erbaut. Von 1830 bis zu seiner vollständigen Zerstörung durch einen der zahlreichen Bombenangriffe des Zweiten Weltkrieges diente es als Bürgerschule für Mädchen. Erhalten geblieben ist lediglich das Renaissance-Portal, das 1954 versetzt wurde und sich heute im Gebäude Reichsstraße 15 als Durchgang in die Opfertwete befindet.
In der Straße befand sich auch eine Brauerei, die sogenanntes Konvent- oder Erntebier braute. Im Haus Abelnkarre 10 wohnte in den 1930er Jahren u. a. die Familie von Willi Steinfass (1892–1933). Er war ungelernter Arbeiter bei der MIAG und Mitglied der KPD. Steinfass war eines der elf Opfer der sogenannten Rieseberg-Morde, die am 4. Juli 1933 von Angehörigen der SS im 20 km östlich von Braunschweig gelegenen Dorf Rieseberg begangen wurden.
Im Zweiten Weltkrieg wurde die überwiegend aus Fachwerkhäusern bestehende Bebauung der Abelnkarre, wie auch jene im Umkreis von mehreren hundert Metern, durch alliierte Bombenangriffe, insbesondere am 15. Oktober 1944, vollständig zerstört und während des Wiederaufbaus ab den frühen 1950er Jahren durch uniforme Wohnbebauung auf der Nordseite der Straße ersetzt. Die Südseite wurde bis heute nicht wieder aufgebaut. Stattdessen wurde etliche Meter zurückgesetzt auf der Bombenlücke südlich der Abelnkarre ein Supermarktkomplex mit Parkhaus und Nebengebäuden errichtet.

## Impressionen

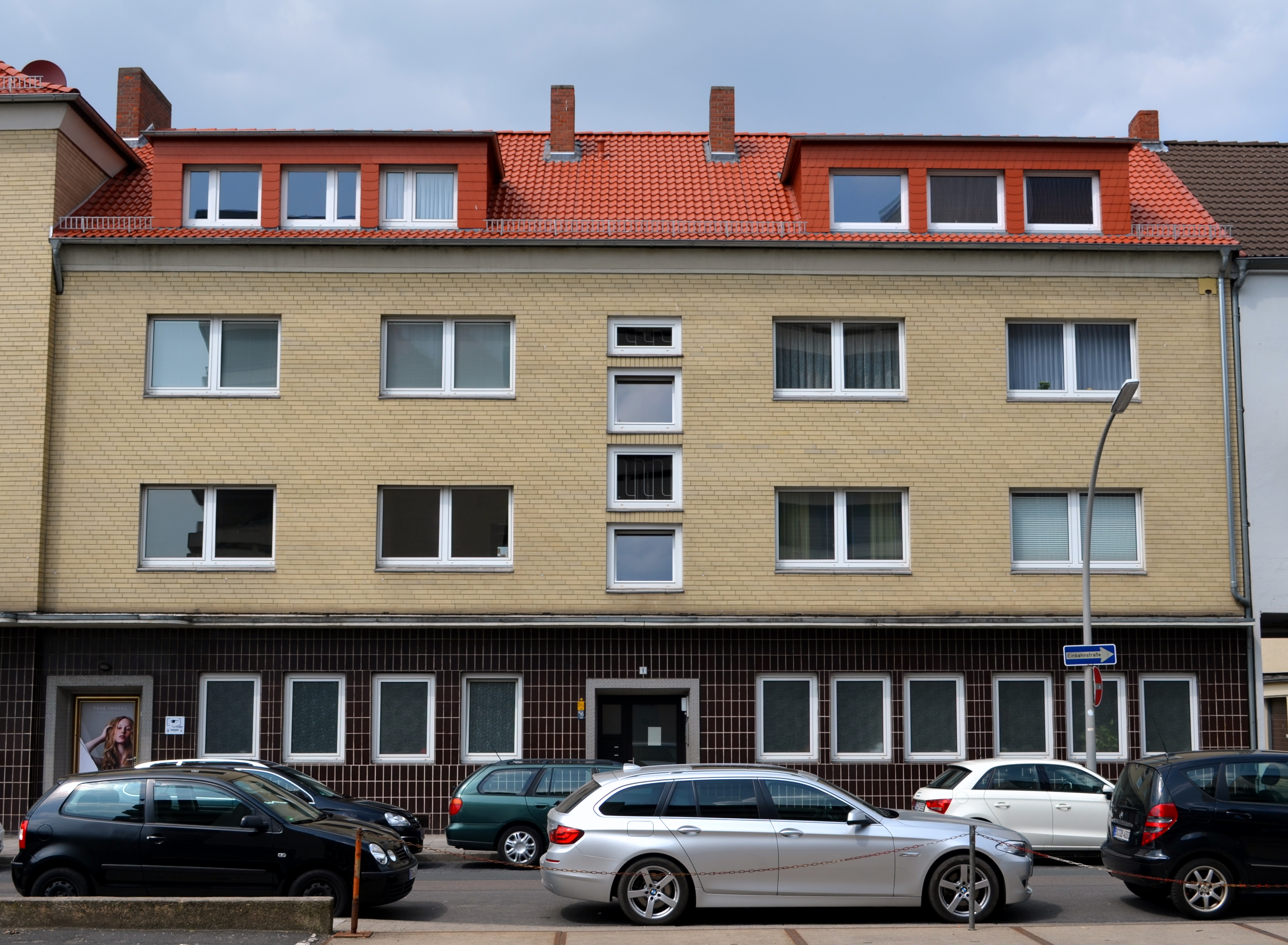
Abelnkarre 1 im Jahre 2013
Abelnkarre 1 im Jahre 1895